# Oberhauptswahl in Tschetschenien 2016

Ergebnis für Ramsan Kadyrow der Partei Einiges Russland nach Rajonen, dem Stadtkreis Argun und den Stadtteilen Grosnys

Die Oberhauptswahl in Tschetschenien 2016 war die fünfte Direktwahl des Oberhaupts der Republik Tschetschenien, die ein russisches Föderationssubjekt im Föderationskreis Nordkaukasus ist. Es ist die erste Wahl in Tschetschenien nach dem Beschluss vom 1. Juni 2012, die Oberhäupter der Föderationssubjekte Russlands wieder direkt von den Wahlberechtigten anstatt von den Parlamenten wählen zu lassen. Außerdem waren die Direktwahlen bis 2004 Präsidentschaftswahlen, da erst 2010 der Titel Präsident zu Oberhaupt geändert wurde. Die Wahl fand zeitgleich mit der Parlamentswahl in Russland und der Parlamentswahl in Tschetschenien am 18. September 2016 statt. Die Wahl gewann der Amtsinhaber Ramsan Kadyrow als Kandidat der Partei Einiges Russland des russischen Präsidenten Wladimir Putin.

## Ausgangslage
Ramsan Kadyrow, Sohn der früheren tschetschenischen Präsidenten Achmat Kadyrow, ist seit 2007 Chef der tschetschenischen Regierung, er übernahm eine vom Ersten und Zweiten Tschetschenienkrieg zerstörte und gespaltene Republik. Durch seine tendenziös islamistische Regierungsführung und gleichzeitiger Treue zur russischen Regierung und Wladimir Putin konnte er die Bedeutung der separatistischen Gruppierungen in Tschetschenien zu seinen Gunsten bedeutend einschränken. Seine weitgehend eigenständige Innenpolitik wird von der russischen Regierung aufgrund seiner Treue zu Putin toleriert. Die Innenpolitik wird oft als diktatorisch beschrieben, Propaganda und starke Repressionen machen eine Opposition de facto unmöglich. Ramsan Kadyrow und seiner 20.000 Mann starken Privatarmee Kadyrowzy, die nicht von politischen Instanzen Russlands überwacht wird und somit teilweise als Söldnergruppe bezeichnet wird, werden schwere Menschenrechtsverletzungen wie Folter, Hinrichtungen und völkerrechtswidrige Kriegshandlungen, zum Beispiel im Krieg in der Ostukraine, vorgeworfen. Die Menschenrechtsorganisation Human Rights Watch kritisierte, dass vor der Wahl selbst die moderatesten Kritiker der politischen Führung Tschetscheniens unter Ramsan Kadyrow terrorisiert und zum Schweigen gebracht wurden. Tschetschenien gilt als die autoritärste Republik aller Föderationssubjekte.

## Kandidaten
Es konnte sich jeder russische Staatsbürger zur Wahl aufstellen lassen, der das 30. Lebensjahr vollendet hatte. Dabei konnte er von politischen Parteien unterstützt werden und musste drei Kandidaten nennen, von denen im Falle seiner Wahl einer als Vertreter der tschetschenischen Regierung im russischen Föderationsrat ausgewählt werden musste. Zudem musste er Unterschriften von sieben Prozent aller kommunalen Abgeordneten oder Bürgermeister sammeln, die aus mindestens 75 Prozent der Rajone Tschetscheniens kommen müssen.
| Kandidat           | Partei                                          | Ausrichtung                | Status      |
| ------------------ | ----------------------------------------------- | -------------------------- | ----------- |
| Gairsolt Batajew   | Kommunistische Partei der Russischen Föderation | Kommunismus                | registriert |
| Sultan Denilchanow | Gerechtes Russland                              | Demokratischer Sozialismus | registriert |
| Ramsan Kadyrow     | Einiges Russland                                | Etatismus                  | registriert |
| Idris Usmanow      | Wachstumspartei                                 | Wirtschaftsliberalismus    | registriert |

## Ergebnis
Von 675.279 Wahlberechtigten nahmen 640.175 Personen an der Wahl teil. Das entspricht einer Wahlbeteiligung von 94,8 Prozent. Unter den abgegebenen Stimmen waren 639.72 gültige und 383 ungültige Stimmzettel. Somit waren 99,94 % der Stimmen gültig und 0,06 % der Stimmen ungültig. Für die Stimmenanteile der Kandidaten sind nur die gültigen Stimmen entscheidend.
| Kandidat           | Partei                                          | Stimmen | Anteil  |
| ------------------ | ----------------------------------------------- | ------- | ------- |
| Ramsan Kadyrow     | Einiges Russland                                | 626.980 | 97,94 % |
| Idris Usmanow      | Wachstumspartei                                 | 5.367   | 0,84 %  |
| Gairsolt Batajew   | Kommunistische Partei der Russischen Föderation | 4.042   | 0,63 %  |
| Sultan Denilchanow | Gerechtes Russland                              | 3.403   | 0,53 %  |

Mit der Wahl wurde der Amtsinhaber Ramsan Kadyrow in seiner ersten Direktwahl im Amt bestätigt.